# 埃爾毛爾哈爾特山

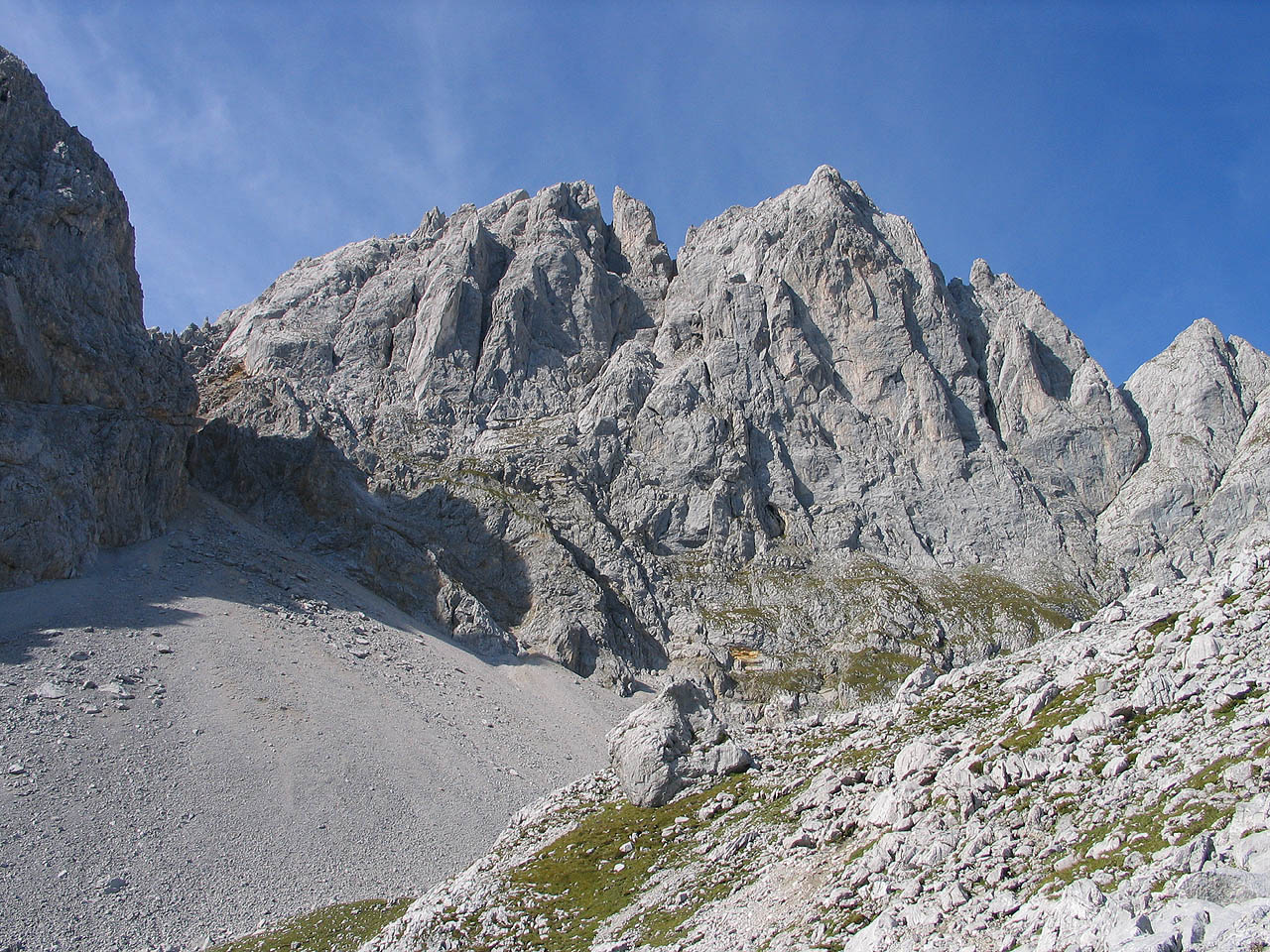

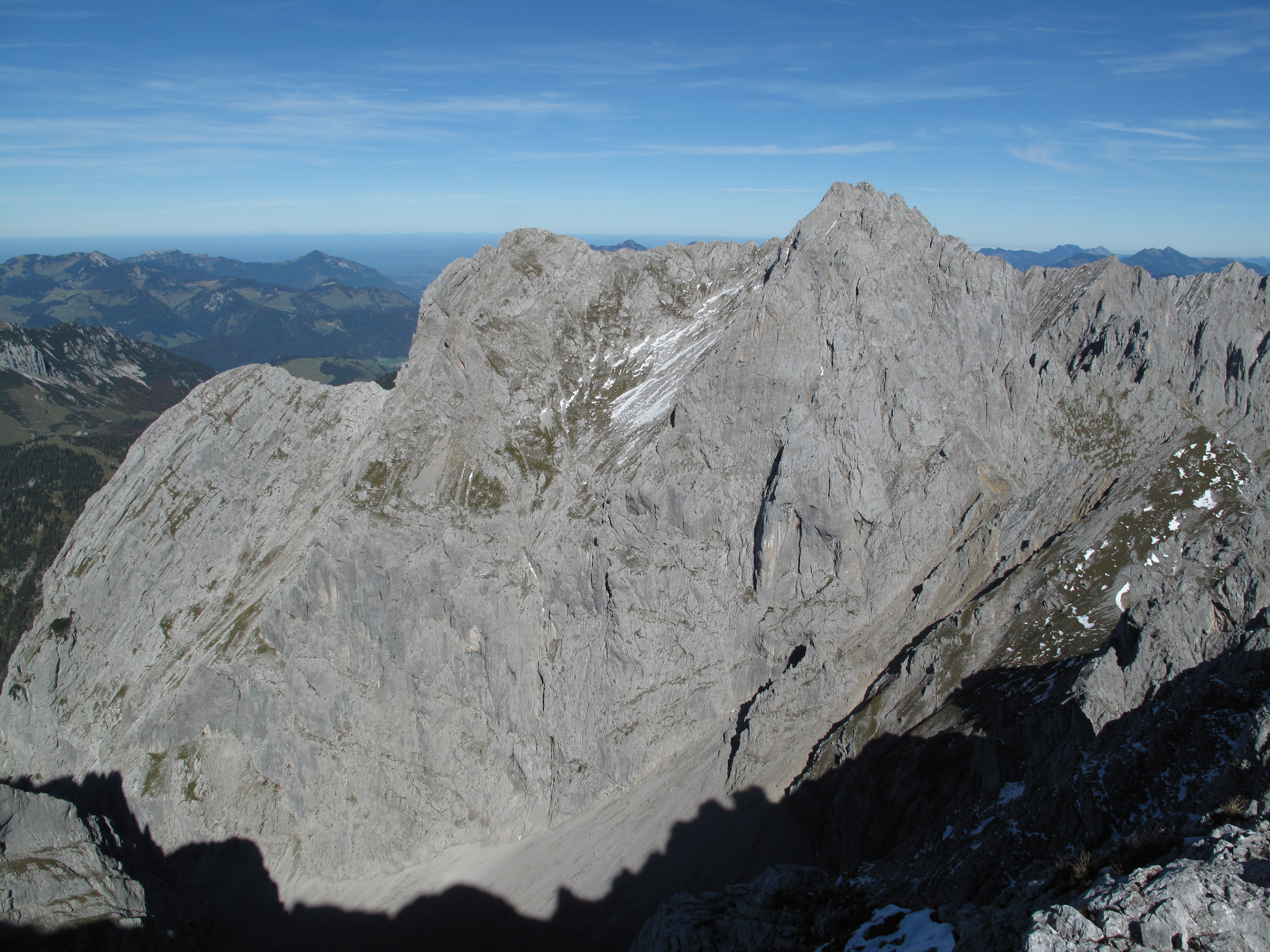

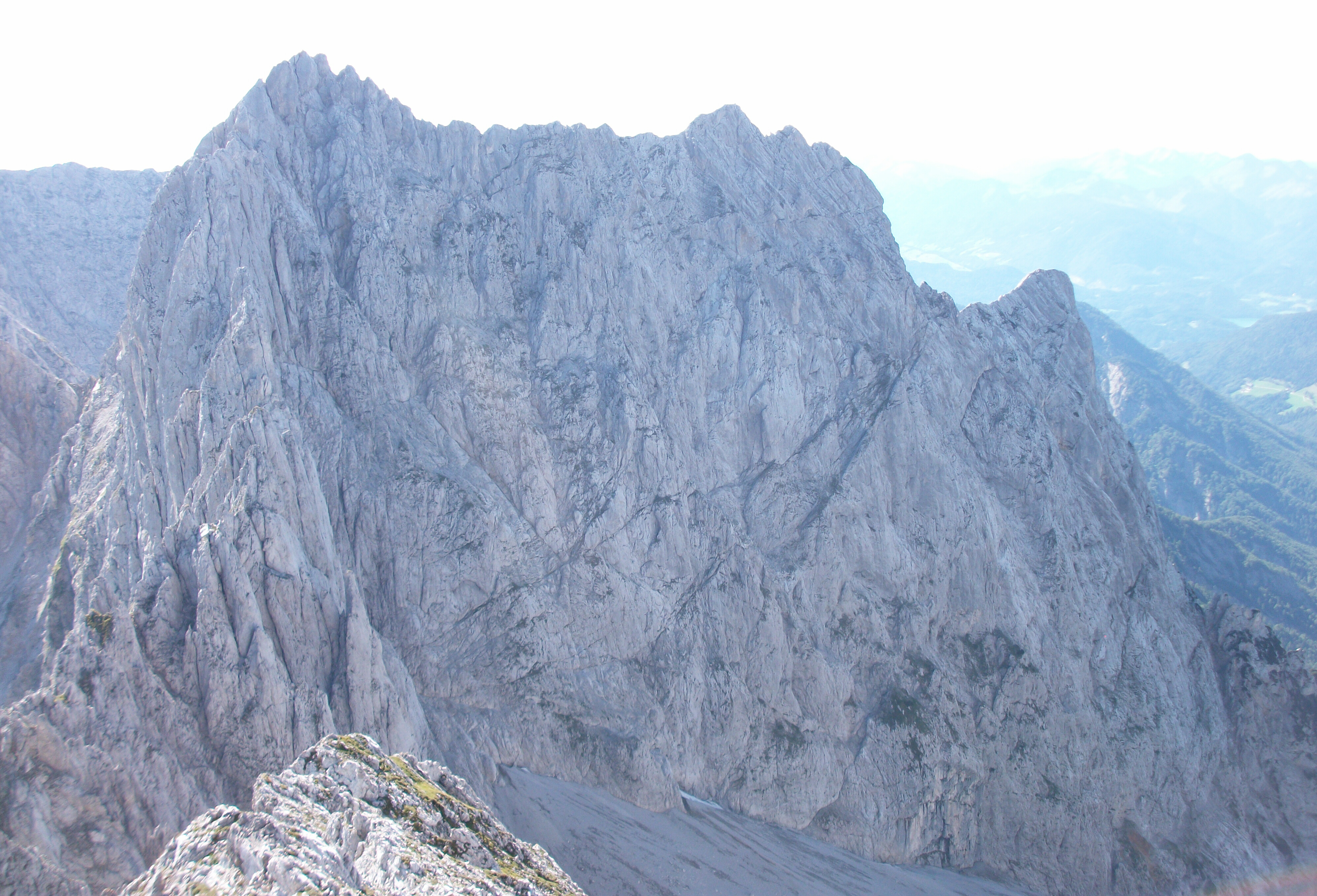

47°33′42″N 12°18′8″E / 47.56167°N 12.30222°E
埃爾毛爾哈爾特山（德語：Ellmauer Halt），是奧地利的山峰，位於該國西部，由蒂羅爾州負責管轄，屬於皇帝山脈的一部分，海拔高度2,344米，人類在1869年6月29日首次登頂。